# USS LST-393
O USS LST-393 foi um navio de guerra norte-americano da classe LST que operou durante a Segunda Guerra Mundial.